# 大樊
「大樊」（：／ Daebeon */?）是朝鮮王朝史書《朝鮮王朝實錄》中對東寧的稱呼，記載於顯宗大王十一年（1670年）。
此外，顯宗在位時期正值延平嗣王鄭經主政，因此在實錄內文中，又稱當時在大員地區的鄭氏王朝為「大樊國」（／ Daebeonguk）。這樣的記載僅出現於本次紀錄中，在此之前的丁未漂人事件（1667年）中，當時身為鄭氏官員的林寅觀等人，則清楚地表達出藩王鄭經據守「東寧」，與清朝對峙。
也因為那次的漂漢人遭全數遣送清國遼東處死，顯宗與大臣定下了處理類似事件的規則，直接跳過地方兵使，秘密上呈備邊司由朝廷定奪；而這也是1670年，這批漂漢人最後能夠平安離開朝鮮，並前往日本長崎的主要原因。

## 記載
濟州牧使盧錠秘密馳啓曰：「五月二十五日漂漢人沈三、郭十、蔡龍、楊仁等，剃頭者二十二人，不剃者四十三人，所着衣服，或華制、或胡制、或倭制，到旌義境敗船。自言本以大明廣東、福建、浙江等地人，淸人旣得南京之後，廣東等諸省，服屬於淸，故逃出海外香山島，興販資生。五月初一日，自香山發船，將向日本長崎，遇颶風漂到於此云。問香島，今屬何省，答曰：『香澳乃廣東海外之大山，青黎國之隣界。』問何人主管，則答曰：『本南蠻地，蠻人甲必丹主之。其後浸弱，故明之遺民，多入居之，大樊國，遣遊擊柯貴主之。大樊者，隆武時，有鄭成功者，賜國姓，封鎭國大將軍，與淸兵戰，淸人累敗。未幾死，其子錦舍繼封仁德將軍，逃入大樊，有衆數十萬。其地在福建海外，方千餘里，永曆君，時在貴州故蜀地。俺等以行商諸國，故或剃頭、或不剃，而願往長崎。』臣裝船還送矣。」
 — 顯宗十一年7月11日， 朝鮮顯宗大王實錄 · 卷十八

說明：朝鮮漢字表記「大樊」與「大員」均指「臺灣」。

## 外部連結
- 朝鮮王朝實祿 漢諺對照文[永久]